# ЛНЗ-Арена
48°58′38″ пн. ш. 31°31′25″ сх. д. / 48.97722° пн. ш. 31.52361° сх. д.
ЛНЗ-Арена — стадіон у селі Лебедин (Звенигородський район), Черкаської області. Побудований в 2016 році. Місткість 376 (за іншими даними - 850) глядачів. Домашній стадіон для футбольних команд — ЛНЗ-Лебедин (чоловіки) з 2016 по 2021 рік, Жайвір (Шпола) (жінки), аматорських та дитячих футбольних команд.

## Розташування
«ЛНЗ-Арена» — найближчий до географічного центру України стадіон, що приймав професіональні матчі.
Юридична адреса — вул. Кравченка (Заводська), 50, Лебедин, Черкаська область, 20634

## Історія
До реконструкції в 2016 році, в селі Лебедин існував стадіон з невеликим полем (90х45 метрів), на якому відбувалися змагання з дитячого футболу. Реконструкція стадіону тривала 4 роки, вартість проекту — 5 млн гривень. Перший матч відбувся 12 листопада 2016 року.
Збудований на кошти Лебединського насіннєвого заводу.

## Характеристики
Місткість 376 глядачів, за іншими даними на 2020 рік — 850 глядачів. Розміри футбольного поля — 105х68 метрів, автоматична система поливу газону з 24 форсунками. Адміністративна будівля з роздягальнями та душовими для команд, кімнатою для судей. З 2020 року стадіон готувався до прийому футбольних матчів Другої професійної ліги України.

## Домашній стадіон
Футбольні команди — ЛНЗ-Лебедин (чоловіки) з 2016 по 2021 рік, Жайвір (Шпола) (жінки) з 2023 року по тепер, аматорські та дитячі футбольні команди.
На стадіоні проводила окремі домашні матчі команда ЛНЗ в першості України U-19 сезонів 2023—2024 і 2024—2025 років.

## Визначні події та матчі
Стадіон прийняв два матчі чоловічого кубку України за участі професіональних клубів:
| Дата           | Змагання              | Господарі               | Рахунок            | Гості                 | Глядачі |
| -------------- | --------------------- | ----------------------- | ------------------ | --------------------- | ------- |
| 18 липня 2018  | Кубок України 2018—19 | «ЛНЗ-Лебедин» (Лебедин) | 0:0 д.ч., пен. 4:2 | «Полісся» (Житомир)   | 500     |
| 22 серпня 2018 | Кубок України 2018—19 | «ЛНЗ-Лебедин» (Лебедин) | 1:1 д.ч., пен. 2:4 | «Гірник» (Кривий Ріг) | 700     |

Також стадіон став місцем проведення низки аматорських фіналів:
- 10 червня 2018 року — матч-відповідь фіналу Кубка України серед аматорів 2017/2018.[16][17]
- 2 листопада 2020 року — фінальний матч розіграшу Кубку Черкащини-2020 серед аматорських команд.[18]
- 20 травня 2021 року — матч-відповідь фіналу Кубка України серед аматорів 2020/21.[19]
- 18 липня 2021 року — фінальний матч розіграшу Кубку Черкащини-2021 серед аматорських команд.[20]